# Empire Chimú
1150–1470
Entités précédentes :
- Mochica
- Huari

Entités suivantes :
- Empire inca

L'État chimú, le llaqta chimú, ou le curacazgo chimú est l'institution politique et socio-territoriale de la civilisation chimú, qualifiée de royaume de Chimor ou d'Empire chimú.
L'entité est née vers 900, succédant à la culture Moche, et est conquise par le général inca Topa Inca Yupanqui sous le règne de Pachacútec, cinq décennies avant l'arrivée des espagnols dans la région. Chimor est le plus grand empire de la période intermédiaire tardive.
Selon la tradition orale chimú, l'histoire de Chimor commence avec l'arrivée de Taycanamo dans la vallée de Moche. De là, ses descendants conquièrent les régions environnantes, en commençant par son fils Guacriur. Guacricur intègre la basse vallée à l'entité socio-territoriale Chimú, et Ñancempinco, le petit-fils de Taycanamo, soumet la haute vallée. Ñançenpinco commence à étendre son domaine davantage au nord et au sud de la vallée de Moche. Certains ethno-historiens, examinant les récits transmis par les écrits coloniaux, estiment que l'épopée chimú est mythique et symbolique.
Les premières vallées soumises à la structure étatique semblent s'être associées volontairement, mais la culture Lambayeque est acquise par la conquête. Ils ont également été fortement influencés par les cultures pré-incas de Cajamarca et de Wari. Chimor était le dernier état qui avait une chance d'arrêter l' Empire Inca avant la conquête inca par Topa Inca Yupanqui.
La structure étatique Chimú s'étend sur une bande de désert sur la côte nord du Pérou. Les rivières de la région alimentent une série de plaines fertiles, très plates et bien adaptées à l'irrigation. L'agriculture et la pêche sont très importantes pour l'économie Chimú, décrit comme « empire hydraulique »,.
L'entité socio-territoriale est renommée pour sa céramique monochrome caractéristique, ainsi que pour son travail raffiné des métaux : cuivre, or, argent, bronze et tumbaga (un alliage de cuivre et d'or). Les poteries ont souvent la forme d'une créature. D'autres représentent un personnage assis ou debout sur une bouteille parallélépipédique. La surface noire et brillante de la plupart des poteries chimú ne provient pas de vernis. Elle est obtenue en cuisant la poterie à haute température dans un four artisanal fermé, ce qui empêche l'oxygène de réagir avec l'argile.

## Organisation
Le souverain principal, ou hatun kuraka, suprême de l'État chimú, est nommé dans les chroniques coloniales le Chimu Cápac (« seigneur de Chimo » en quechua classique). Selon certains linguistes, le Chimo Cápac reçoit aussi l'épithète mochica de çie-quich[réf. nécessaire]. Le souverain est traité comme une divinité, étant la maximale autorité politique, militaire et religieuse, et résidant à Chanchan entouré d'une cour. Selon la tradition orale, l'État chimú est gouverné par dix souverains successifs: Taycanamo (es), Guacricur (es), Ñancempinco (es) et Minchansaman, ainsi que sept souverains inconnus.
À l'époque de Minchansaman, l'État chimú est composé de quinze vallées constituant des entités socio-territoriales, des « petites nations », gouvernées par un apu kuraka, constituées d'ayllus (groupes de lignages) sous la domination de l'un d'entre eux,.

## Histoire

### Expansion et développement

#### Expansion initiale
Durant l'existence de l'administration étatique Wari, la structure chimú se développe dans la vallée de Moche. Selon la légende, la capitale, Chanchan, aurait été fondée par Taycanamo, arrivé dans la région par voie maritime.
Analysant le récit de Taycanamo, et le comparant au mythe de Naymlap de Lambayeque, l'archéologue Franck Garcia estime que la « mytho-histoire »chimú est mythique, et relève de la pensée symbolique andine et chimú.
Le fils de Taycanamo, Guacri-caur, conquiert la partie basse de la vallée de Moche. Le troisième souverain, Nancen-pinco, pose véritablement les bases de l'état conquérant en soumettant l'entièreté de la vallée de Moche et les vallées environnantes de Sana, Pacasmayo, Chicama, Viru, Chao et Santa. Les premières vallées semblent s'être associées volontairement au pouvoir chimú, à l'exception de la culture Lambayeque, qui est assimilée à l'État par la conquête.

#### Règne de Minchansaman
La fondation de la structure étatique chimú est située dans la première moitié du XIVe siècle. Nacen-pinco règne probablement vers 1370. Après lui sept souverains, dont les noms ne sont pas connus, se succèdent. Suivant cette période, Minchansaman, le dernier souverain, règne entre 1462 à 1470, à l'époque de la conquête inca, sur quinze vallées côtières,. Minchansaman étend considérablement l'état chimú, soumettant une coalition d'insurgés au sud, conquérant le désert de Sechura au nord, et planifiant une nouvelle stratégie impériale chimú prévoyant des conquêtes dans les régions orientales montagnardes. Le pouvoir Chimú se déplace vers l'est et les nations montagnardes afin de minimiser sa dépendance de l'irrigation, sans laquelle un état centralisé ne peut exister sur la côte aride et désertique.
L'expansion territoriale de l'empire Chimú est progressive. Elle se déroule en plusieurs phases et sur plus d'une génération, principalement pendant la dernière période de la civilisation chimú, appelée Chimú tardif. Nacen-pinco, « a peut-être repoussé les frontières impériales jusqu'à Jequetepeque et Santa, mais la conquête de la région entière était un processus agglutinatif initié par des dirigeants précédents ». À son apogée, l'entité politique Chimú avance jusqu'aux limites de la côte désertique autour de la rivière Jequetepeque au nord. Pampa Grande, dans la vallée de Lambayeque, est également gouvernée par les Chimús.
Au sud, l'administration chimú s'étend jusqu'à la vallée de Carabayllo. L'expansion méridionale est arrêtée par la puissance militaire de la grande vallée de Lima. Cependant la frontière méridionale est sujette à débat entre les historiens et archéologues,.
La civilisation côtière développe un style artistique particulier, devenant un important centre culturel andin. L'ethno-historienne María Rostworowski décrit Chanchan comme le « centre le plus raffiné de l’Amérique du Sud précolombienne ».

#### Chute
Chimor est le dernier empire andin capable d'arrêter l'expansion de l'État inca. Le Sapa Inca IX, Pachacútec, envoie son frère Capac Yupanqui soumettre les peuples des régions montagnardes du Chinchay Suyu. Le général conquiert les États nordiques, et soumet la chefferie cajamarca, à l'emplacement du centre administratif synonyme de Cajamarca, alliée de l'empire chimú. Les armées chimú-guzmango sont vaincus lors d'une embuscade.
À la suite de la conquête de la chefferie cajamarca, Tupac Yupanqui envahit le territoire chimú depuis les régions montagnardes et coupe l'irrigation de la capitale, forçant l'empereur Minchansaman à capituler. Les Incas déplacent Minchansaman et les orfèvres chimús à Cuzco, créant une renaissance culturelle et architecturale.
Face à l'unité socio-territoriale de la structure étatique chimú, les incas séparent l'entité socio-territoriale en plusieurs provinces, fracturant le mosaïque politique de la côté septentrionale. L'État et la dynastie chimús sont réduites à la vallée de Moche.
Le monopole du commerce en spondyles auparavant entretenu par l'État Chimú est proposé à la chefferie Chincha en échange d'une soumission pacifique.

### Domination inca
Le fils de Minchansaman et de la souveraine de Huaura, Chumun Caur, est installé par les incas comme souverain chimú.
Sous le règne de Huayna Capac, dans le premier quart du XVIe siècle, Chanchan se révolte contre la domination incaïque. Cependant la révolte est durement réprimée, Chanchan est incendiée, et les chimús sont exclus de l'armée inca. La dynastie chimú ne participe pas à la révolte, et garde le territoire de Chanchan et la vallée de Moche.